# Pasturana
Pasturana – miejscowość i gmina we Włoszech, w regionie Piemont, w prowincji Alessandria.
Według danych na styczeń 2010 gminę zamieszkiwało 1217 osób przy gęstości zaludnienia 231,4 os./1 km².